# 해독제
해독제(解毒劑, 영어: antidote, 문화어: 독풀이약)는 일종의 독에 대응하는 물질이다. 해독약(解毒藥)이라고도 한다.
일부 특정 독소에 대한 해독제는 짐승에 적은 양의 독소를 주입한 뒤 그에 반응하여 항체를 혈액에서 뽑아 만든다.
일부 독에는 알려진 해독제가 없다. 이를테면 다양한 바곳속의 종에서 추출된 강독성의 알칼로이드인 아코니틴이라는 독은 해독제가 없으며 충분한 양이 인체에 투입되면 사망할 수 있다.

## 기계적 접근
섭취한 독극물은 활성탄을 경구 투여하여 치료하는 경우가 많다. 활성탄은 독극물을 흡착하고 소화관에서 씻어내므로 독소의 상당 부분이 제거된다. 신체에 주입된 독극물(예: 독이 있는 동물에게 물렸거나 쏘임으로 인한 독물)은 일반적으로 해당 부위로의 림프 및 혈액의 흐름을 제한하여 독극물의 순환을 늦추는 수축 밴드를 사용하여 치료한다. 이는 혈류를 완전히 차단하는 지혈대 사용과 구별된다. 이는 종종 사지 손실로 이어진다.

## 해독제를 식별하는 기술
2019년 초, 호주의 한 연구자 그룹은 CRISPR를 사용하여 새로운 상자해파리 독 해독제의 발견을 발표했다. 이 기술은 인간 세포주에서 유전자를 기능적으로 비활성화하고 상자 해파리 독의 세포 독성에 필요한 하나의 숙주 인자로서 칼슘 운반 ATPase인 말초 막 단백질 ATP2B1을 식별하는 데 사용되었다.

## 목록
| 작용제                                                                            |
| --------------------------------------------------------------------------------- |
| 솔비톨 함유 활성탄                                                                |
| 테오필린 또는 카페인                                                              |
| 항무스카린성 약 (예: 아트로핀)                                                    |
| 베타 차단제                                                                       |
| 염화 칼슘                                                                         |
| 글루콘산칼슘                                                                      |
| 킬레이트제 (예: EDTA, 디메르카프롤 (BAL), 페니실라민, 2,3-디메르캅도숙신산(DMSA)) |
| 사이안화물 해독제 (히드록소코발라민, 아질산 아밀, 아질산 나트륨, 또는 티오황산염) |
| 사이프로헵타딘                                                                    |
| 데페록사민 메실레이트                                                             |
| 디곡신면역팹 항체 (Digibind, Digifab)                                             |
| 염산다이펜하이드라민 및 메실산벤즈트로핀                                          |
| 100% 에탄올 또는 포메피졸                                                         |
| 플루마제닐                                                                        |
| 100% 산소 또는 고압산소요법(HBOT)                                                 |
| 이다루시주맙                                                                      |
| 인슐린 + 글루카곤                                                                 |
| 류코보린                                                                          |
| 인트라리피드                                                                      |
| 메틸렌 블루                                                                       |
| 염산날록손                                                                        |
| N-아세틸시스테인                                                                  |
| 옥트레오티드                                                                      |
| 염화프랄리독심 (2-PAM)                                                            |
| 프로타민황산염                                                                    |
| 프러시안 블루                                                                     |
| 피조스티그민 황산염                                                               |
| 피리독신                                                                          |
| 필로퀴논 (비타민 K) 및 신선냉동혈장                                               |
| 탄산수소 나트륨                                                                   |
| I.V 실리비닌                                                                      |
| 석시머 (DMSA)                                                                     |

## 같이 보기
- 분류:해독제
- 항독소
- 해독
- 만병통치약